# Райківецький замок
Замок в Райківцях (пол. Zamek w Rajkowcach) — оборонна споруда, на болотах р. Смотрич.
Райківці — стара оселя на Поділлі, яка належала Гербуртам, Калиновським. Калиновська одружившись з Йосипом Грабянкою, внесла Райківці як посаг разом з Фельштинським ключем до родини Грабянок.
У Райківцях був оборонний замок, ймовірно ще Гербуртів. Замок відомий тим, що в ньому Маріана Грабянка тримала оборону проти татар. Грабянки перенесли свою резиденцію в Остапківці, а Райківці продали Мстиславу Скибневському.
В 1775 році в Райківцях в Тадеуша Грабянки гостювали граф Каліостро і берлінський масон Бруморе (Людвік Йозеф Філіберт де Морво). Проживали вони в Райківецькому замку і там весь час проводили алхімічні досліди, кінцевою метою яких було золото.